# Geoffrey Curran
Geoffrey Curran (Tustin, 20 oktober 1995) is een Amerikaans wielrenner die anno 2017 rijdt voor Axeon Hagens Berman.

## Carrière
Als junior won Curran onder meer etappes in de 3-Etappen-Rundfahrt, de GP Rüebliland en de Tour du Pays de Vaud.
In september 2016 stond Curran met een Amerikaanse selectie, die geheel uit Axeon Hagens Berman-renners bestond, aan de start van de Olympia's Tour. In de openingsploentijdrit wisten hij en zijn teamgenoten de Australische selectie tien seconden voor te blijven. Op het wereldkampioenschap werd hij zevende in de tijdrit voor beloften.

## Overwinningen
2012
1e etappe 3-Etappen-Rundfahrt
Eind- en jongerenklassement 3-Etappen-Rundfahrt
Jongerenklassement Ronde van Abitibi
4e etappe GP Rüebliland
2013
2e etappe deel A Tour du Pays de Vaud
Eindklassement Tour du Pays de Vaud
2014
Jongerenklassement Triptyque des Monts et Châteaux
2016
 Amerikaans kampioen tijdrijden, Beloften
 Amerikaans kampioen op de weg, Beloften
1e etappe Olympia's Tour (ploegentijdrit)

## Ploegen
- 2014 –  Bissell Development Team (vanaf 1-4)
- 2015 –  Axeon Cycling Team
- 2016 –  Axeon Hagens Berman
- 2017 –  Axeon Hagens Berman

Barta · Curran · Daniel · Eaton · Geoghegan Hart · Guerreiro · O'Donnell · Oien · Oram · Owen · Putt · Swirbul · Young
Barta · Brown · Costa · Curran · Daniel · Dunbar · Geoghegan Hart · Guerreiro · Joyce · Neilands · O'Donnell · Oien · Owen · Powless · Williams · Young
Anderson · Barta · Blevins · Brown · Costa · Curran · Dunbar · Garrison · Lawless · Narváez · I. Oliveira · R. Oliveira · Owen · Powless · Rice · Young